# Право на социјално осигурање у Краљевини Југославији
Право на социјално осигурање у Краљевини Југославији настало је прво као социјално осигурање радника Краљевства Срба, Хрвата и Словенаца, које је трајало од 1921. до 1929. године, а затим као део социјалног осигурања радника Краљевина Југославија, на основама Видовданског устава из 1921. године. Иако се обавезно осигурање односило на сва лица у радном односу на читавој територији Краљевине, између два светска рата, број осигураних лица био је мали и износио је 4,2 лица на 1.000 становника.

## Предуслови
Регулисање права на социјалног осигурања у новоснованом Краљевству Словена на Балканском полуострву, зачето је на основу Члана 130. Видовданског устава којим је предвиђено......да све уредбе и остали привремени прописи, који су донети пре изгласавања Устава, буду озакоњени у Народној скупштини, а то се односило и на Уредбу о уређењу социјалног осигурања радника за случајеве болести и несреће на послу од 27. јуна 1921. године.

Закон о осигурању радника, који је потписан 14. маја 1922. године, а објављен 30. маја 1922. године, односио се примарно на осигурање за случајеве изнемоглости, старости и смрти. Он је у својим члановима уградио (за то историјско раздобље) модерна начела осигурања:
- обавезност осигурања,
- широки круг осигураних ризика,
- самоуправа радника и послодаваца у осигурању,
- државна помоћ и надзор...

## Ризици осигурања
Законом о осигурању радника били су обухваћени и сви ризици осигурања (изузев незапослености), а били су засновани на принципима:
- јединствене примене на територији целе државе;
- финансирања система средствима доприноса која су плаћали запослени и послодавци (изузев у осигурању од несреће на послу, које су путем доприноса финансирали искључиво послодавци);
- обавезности осигурања,
- најшири обухват свих лица у радном односу, укључујући и ученике, лица на пракси, волонтере, поморце, запослене у иностранству и лица која се баве домаћом (кућном) радиношћу.[5]

## Врсте осигурања
Законом о осигурању радника,  заснован на начелима немачког система социјалног поретка, уведеног у Немачкој крајем 19. века, за време канцелара Бизмарка, који је сматран једним од најнапреднијих прописа ове врсте у Европи, састојао се од четири врсте обавезног осигурања, и то за случајеве:
Осигурање у случају болести
Допринос за случај болести, плаћали су радници и послодавци, сваки са једном половином.
Осигурање у случају изнемоглости, старости и смрти
Иако је било прописано да ће се ово право спроводити од 1. јула 1925. године, почело је да се спроводи и то делимично (ограничено) тек од 1. септембра 1937. године.
Допринос за случај изнемоглости, старости и смрти храниоца плаћали су радници и послодавци, сваки са једном половином.  
Осигурање у случају несреће на послу
Допринос за случај несреће на послу плаћали су само послодавци.
Осигурање у случају назапослености
Ова врста осигурања постојала је само за рударе и топионичаре код главних братинских благајни, а за остале раднике иако је требало да буде уређено посебним прописима, то никада није учињено, нити је уведено.

## Војнопензијски ситем
Војнопензијски систем, као једна од облика социјалног осигурања у Краљевини Југославије уређен је одредбама члана 300. Закона о устројству Војске и морнарице 30. септембра 1931. године